# Sinopel (heraldiek)

In de klassieke heraldiek is sinopel de aanduiding van de heraldische kleur groen. Het is een van de vijf donkere kleuren. In Frankrijk wordt de term voor deze groene heraldische kleur, sinople al sinds de vroege 16e eeuw gebruikt. In de eerdere middeleeuwse Franse heraldiek betekende vert "groen" terwijl sinople een tint rood was.

## Kleuren
Sinopel wordt volgens de conventies van heraldische arcering in zwart-wit gravures weergegeven door zwarte lijnen in een hoek van 45 graden van links boven naar rechts onder.
De kleur groen is meestal te vinden in moderne vlaggen en wapens, en komt minder vaak voor in de klassieke wapens van de late middeleeuwen en de vroegemoderne tijd.
Groene vlaggen werden oorspronkelijk gebruikt door het Fatimidische kalifaat (10e tot 12e eeuw) en door Ottokar II van Bohemen (13e eeuw). In de moderne tijd werd een Groene Ster gevoerd door Ierse schepen. Deze ster werd een symbool van het Iers nationalisme in de 19e en 20e eeuw. Het Keizerrijk Brazilië gebruikte vanaf 1822 een gele ruit op een groen veld. Dit symbool is nu te zien in de vlag van Brazilië. In de 20e eeuw werd een groen veld gekozen voor een aantal nationale vlaggen, in het bijzonder in de Arabische en in de islamitische wereld. Groen in de Islam staat namelijk onder andere symbool voor het paradijs.
Soms worden de verschillende heraldische kleuren gekoppeld aan een speciale betekenis of deugd, en vertegenwoordigen zij bepaalde elementen of edelstenen. Sinopel zou staan voor:
- de edelsteen smaragd;
- het hemellichaam Venus.

## In de middeleeuwen
De groene kleur is in sommige heraldische literatuur uit de Middeleeuwen niet opgenomen. De vroegst bekende Engelse verhandeling, het Anglo-Normandische "De Heraudie" (gedateerd ergens tussen 1230 en 1345), heeft vert opgenomen.
De Franse term sinople was al in gebruik vóór de 15e eeuw, maar verwees oorspronkelijk niet naar groen maar naar het rode sinopia.
Beschrijvingen met de betekenis van groen staan echter ook in oudere werken, zoals in de Matière de Bretagne. In het eveneens zeer oude Anglo-Normandische gedicht Layamon's Brut uit ca. 1200 draagt Brutus van Troje een groen schild.
Groen werd echter zelden gebruikt in historische wapens tot ver in de 15e eeuw.
Een vroeg voorbeeld van een groene rozet stond op het wapenschild van Stiermarken. Dit is gebaseerd op de banier van Ottokar II van Bohemen uit de 13e eeuw.
Een bijzonder voorbeeld van het gebruik van sinopel is in wapenschilden van de Bourgondische Orde van de Ridders van het Gulden Vlies, waar de wapens van de familie Lannoy zijn opgenomen als "argent, drie klimmende leeuwen in sinopel, enz."
Ondanks het feit dat sinopel oorspronkelijk een rode tint aanduidde, waren de leeuwen in dit 15e-eeuwse handschrift duidelijk groen, hoewel nogal vaag. Het onstabiele karakter van de groene pigmenten van destijds kan van invloed zijn geweest op het beperkte gebruik van die kleur in de begintijd van de heraldiek.

## Afbeeldingen van wapens met sinopel

Wapen van Hrabišín, Tsjechië
Wapen van Grüningen, Zwitserland
Schild van de provincie Ontario, Canada
Wapen van Listringen, Duitsland
Wapen van Zabakuck, Duitsland
Wapen van Stolwijk, Zuid-Holland
Wapen van Goudriaan, Zuid-Holland

## Klassieke heraldiek
Tijdens de 16e eeuw was groen nog steeds zeldzaam als een kleur voor een wapenschild, maar het werd meer en meer gebruikt voor onderdelen die op het schild te zien zijn, bijvoorbeeld bij de beeltenis van bomen of andere vegetatie. Zo toont het wapen van Hongarije, dat dateert uit het einde van de 14e eeuw een "dubbel kruis op een heuvel" als symbool van de Árpád-koningen. Het kruis was daarbij afgebeeld in zilver en de heuvel in groen.
De enige groene kleur in de wapenschilden van het Heilige Roomse Rijk, zoals opgenomen in de Quaternionenadelaar door Hans Burgkmair (1510) is de ruitkrans in het Wapen van Saksen en de alpenden in het wapen van Augsburg.
Siebmachers Wapenboek uit 1605 toont een aantal groene heraldische onderdelen in het wapen van enkele steden. Bijvoorbeeld bevat het wapen van de stad Waldkappel ("bos-kapel') een afbeelding van een kapel in een bos op een rood veld, waarbij de grond waarop de kapel staat, en vier bomen achter de kapel, in groen zijn uitgevoerd. Het wapen van Grünberg, heeft in dat werk een geel veld waarop een ridder rijdt. Het paard loopt op een groene heuvel en de ridder draagt een groene banier.

## Moderne vlaggen

De Green Ensign, gebruikt in de late 17e eeuw. Tijdens de 18e eeuw werd de harp aangepast met de vorm van een gevleugelde vrouwfiguur.

Soevereine staten met groene vlaggen:
Staten in the Moslimwereld, met hetzij groen als Pan-arabisch symbool of groen als symbool uit de Islam.
Pan-afrikaanse kleuren (rood, zwart en groen)
Andere vlaggen, soms met lokale vegetatie of groene heraldiek.

De Green Ensign van Ierse nationalisten is al genoemd. Groene vlaggen werden ook gebruikt tijdens revolutionaire opstanden in de Vaudois in de jaren 1790. Deze werden de basis van het moderne wapen van Vaud. Ook groen is de vlag van het Ierse Bataljon van Sint-Patrick (1846-1848) en van de Paasopstand (1916).
De volgende hedendaagse nationale vlaggen zijn voorzien van een groen veld:
- de vlag van Brazilië: een gele ruit, op een groen veld, in de ruit een blauwe schijf met afbeelding van een sterrenhemel, overspannen door een band met het nationale motto,
- de vlag van Pakistan (1947): een witte ster en halve maan op een donkergroen veld, met een verticale witte streep,
- de vlag van Mauritanië (1959): groen, met een gouden halve maan en ster,
- de vlag van Zambia (1964): groen, met aan de rand rode, zwarte en oranje strepen en een afbeelding van een adelaar,
- de vlag van Bangladesh (1972): een rode ronde schijf op een groen veld
- de vlag van Saoedi-Arabië (1973): groen, met de sjahada inscriptie en een wit zwaard,
- de vlag van Dominica (1978): groen met een kruis in de kleuren geel, zwart en wit, en een rode schijf met een afbeelding van de sisseroupapegaai,
- de vlag van Turkmenistan (2001): groen, met een verticale rode streep aan de linkerkant, een witte halve maan en vijf witte vijfpuntige sterren in de bovenste hoek.

Een voormalige nationale vlag met een groen veld is de groene vlag van de Libische Arabische Jamahiriya (1977-2011).